# Stenocercus cadlei
Espèce
Stenocercus cadlei est une espèce de sauriens de la famille des Tropiduridae.

## Répartition
Cette espèce est endémique d'Équateur.

## Étymologie
Le nom de cette espèce, cadlei, est dédié à John Everett Cadle, un herpétologiste ayant beaucoup contribué à la systématique du genre Stenocerus.

## Publication originale
- Torres-Carvajal & Mafla-Endara, 2013 : A New Cryptic Species of Stenocercus (Squamata: Iguanidae) from the Andes of Ecuador, Journal of Herpetology, vol. 47, no 1, p. 184-190.